# Rhizocarpon cinereonigrum
Rhizocarpon cinereonigrum är en lavart som beskrevs av Edvard(Edward) August Vainio. Rhizocarpon cinereonigrum ingår i släktet Rhizocarpon, och familjen Rhizocarpaceae. Arten är reproducerande i Sverige.